# Dasypogoninae
Sous-famille
Les Dasypogoninae sont une sous-famille de mouches de la famille des Asilidae. On en compte une cinquantaine de genres et 520 espèces décrites,,.

## Description
L'arista est situé à l'extrémité du troisième segment de l'antenne. Il y a généralement de fortes soies sur les côtés du mésonotum. La cellule radiale antérieure des ailes est ouverte, moins souvent (chez les Laphystiini) fermée. Le tibia des pattes antérieures ont des éperons sur le dessus. Ils se nourrissent d'hyménoptères.

## Galerie

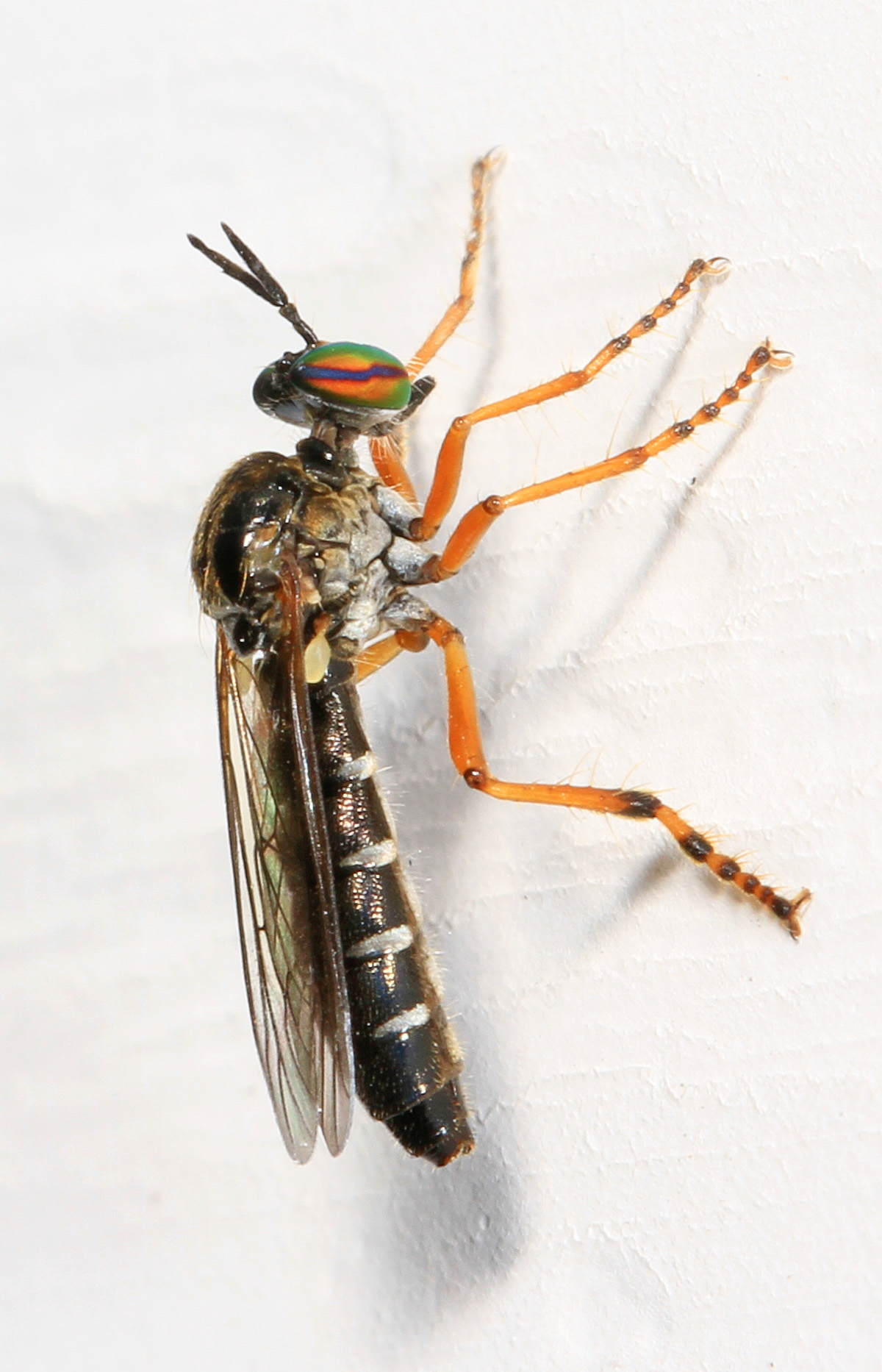
Taracticus octopunctatus.
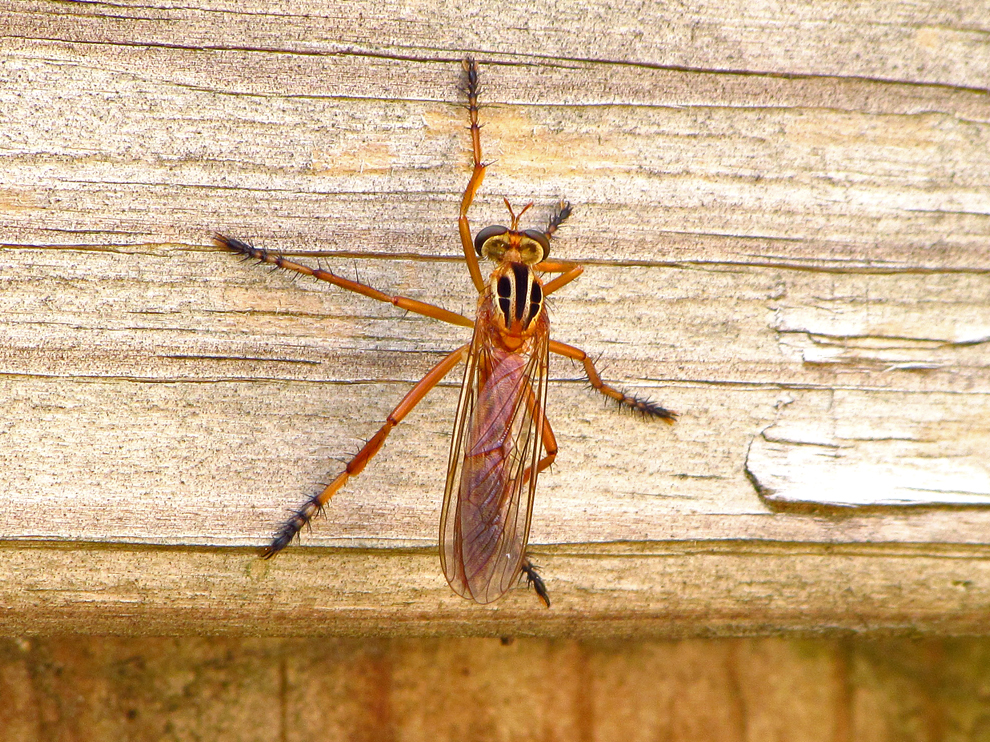
Diogmites neoternatus.
- Cyrtopogon lateralis avec une proie.
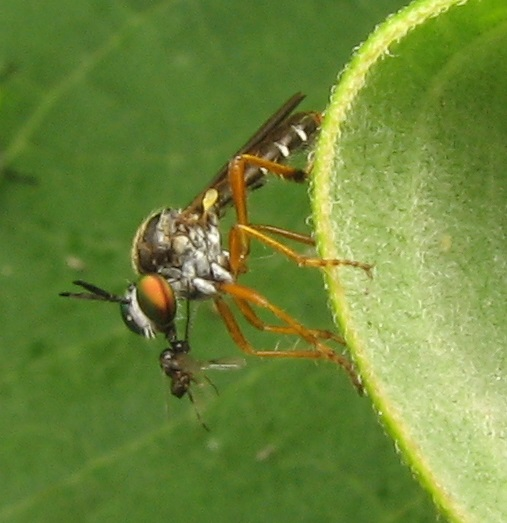
Taracticus octopunctatus sur l'asclépiade commune.

## Liste des tribus et genres
Selon BioLib (1 novembre 2024) :
- tribu des Damalini
- tribu des Dasypogonini Macquart, 1838
- tribu des Isopogonini Hardy, 1948
- tribu des Laphystiini
- tribu des Lastaurini Papavero, 1973
- tribu des Megapodini Carrera, 1949
- tribu des Molobratiini
- tribu des Thereutriini Hull, 1962
- genres non rattachés à une tribu :
  - genre Allopogon Schiner, 1886
  - genre Archilaphria Enderlein, 1914
  - genre Aterpogon Hardy, 1930
  - genre Bamwardaria Hradský, 1983
  - genre Brevirostrum Londt, 1980
  - genre Caroncoma Londt, 1980
  - genre Erythropogon White, 1914
  - genre Neocyrtopogon Ricardo, 1912
  - genre Neosaropogon Ricardo, 1912
  - genre Paraterpogon Hull, 1962
  - genre Questopogon Dakin & Fordham, 1922
  - genre Rachiopogon Ricardo, 1912
  - genre Stizochymus Hull, 1962
- genres fossiles :
  - genre †Araripogon Grimaldi, 1990
  - genre †Palaeornolobra Hull, 1962
  - genre †Stenocinclis Scudder, 1878

## Systématique
Le nom valide complet (avec auteur) de ce taxon est Dasypogoninae Macquart, 1838.